# Francolim-das-pedras
Francolim-das-pedras ou francolim-coqui (Campocolinus coqui) é uma espécie de ave da família Phasianidae.

## Distribuição geográfica
Pode ser encontrada nos seguintes países: Angola, Botswana, Burundi, Congo, República Democrática do Congo, Etiópia, Gabão, Quénia, Malawi, Mali, Mauritânia, Moçambique, Namíbia, Níger, Nigéria, Ruanda, África do Sul, Suazilândia, Tanzânia, Uganda, Zâmbia e Zimbabwe.